# Perdiu de roca

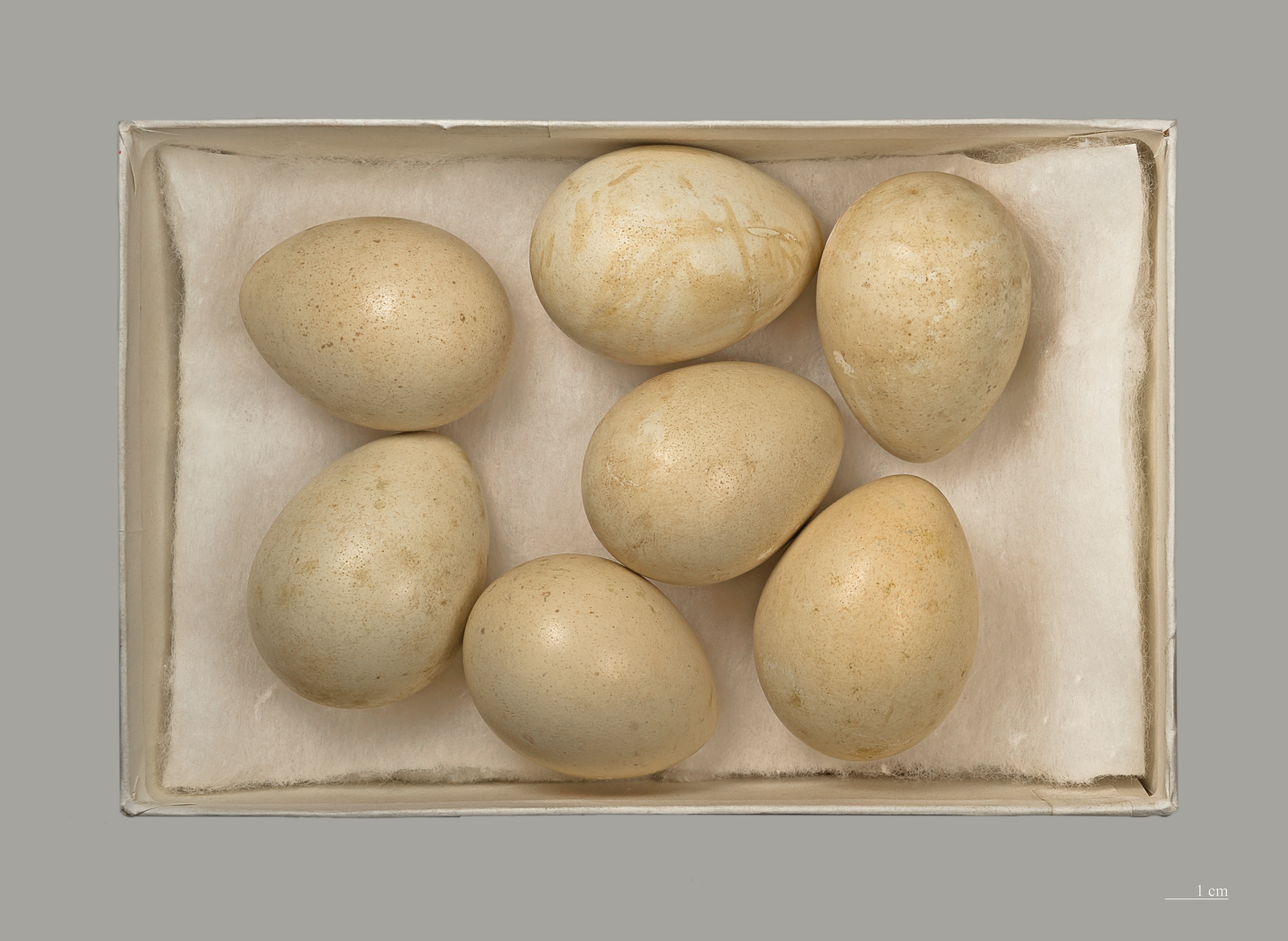
Alectoris graeca graeca

La perdiu de roca (Alectoris graeca) és una espècie d'ocell de la família dels fasiànids (Phasianidae). És endèmica d'Europa.

## Descripció
La perdiu de roca és un ocell gros, amb l'esquena marró clar, el pit gris i la panxa beix. La cara és blanca amb una gorgera negra. Té els flancs amb ratlles vermelles i les potes vermelles. Quan se la molesta, prefereix córrer en lloc de volar, però si cal, vola una curta distància. Les ales són arrodonides. És molt similar a la perdiu chukar, però és més grisa per l'esquena i té el coll davanter blanc, no groguenc. La gorgera ben definida distingeix aquesta espècie de la perdiu roja. El cant és un sorollós «ga-ga-ga-ga-txakera-txakera-txakera».
Hi ha certa confusió en la denominació d'aquesta espècie perquè el nom de l'espècie anomenada perdiu de roca en anglès es tradueix literalment d'altres idiomes de l'anglès com en català. Per exemple, en neerlandès l'espècie és «rotspatrijs», en alemany «Felsenhenne», en francès – «poulette de roche» totes les traduccions literals de «rock partridge». La confusió s'agreuja encara més, ja que en alguns idiomes, les espècies d'Alectoris es coneixen amb noms que es tradueixen literalment com a perdiu de roca. En neerlandès, «steenpatrijs», en alemany «Steinhuhn»; la perdiu roja (A. rufa) es diu «rode steenpatrijs» en neerlandès. Una altra complicació sorgeix perquè, sobretot als Estats Units, el nom «rock partridge» s'ha utilitzat per a una varietat d'espècies i híbrids d'Alectoris. El comerç internacional d'ocells, per a esport, aviaris i carn, ha portat a la mala aplicació de diversos d'aquests noms comuns i científics.

## Distribució
Aquesta espècie és endèmica d'Europa, i només es troba als Alps, els Apenins, Sicília i els Balcans. Se sospita que està disminuint moderadament ràpid, basant-se en les disminucions observades en estudis transectals (Bernoni 2007), les disminucions de les caces a les regions que estableixen límits segons la densitat de població de primavera (Artuso 2017, 2019, F. Riga in litt. 2020) i les disminucions en l'extensió de distribució a través de dades del segon Atles dels ocells reproductors europeus (EBBA2) (Keller et al. en premsa).

## Taxonomia
Aquesta espècie està estretament relacionada amb la perdiu chukar, la de Przevalski i la caranegra, formant una superespècie. Les perdius roges de la Mediterrània occidental i les perdius nord-africanes amb el collar tacat són parents lleugerament més llunyans. No obstant això, tot i que l'àrea de distribució d'aquesta espècie no se superposa naturalment amb la dels seus parents, coexisteixen on s'han introduït com a ocells de caça, per exemple a Amèrica del Nord, el Regne Unit, Nova Zelanda i Rússia, i al sud-est de França, on s'han alliberat perdius roges. En aquestes zones, se solen trobar híbrids entre la perdiu de roca, la chukar i la perdiu roja. (McGowan 1994, vegeu també Randi 2006).
La perdiu de roca té quatre subespècies reconegudes:
- A. g. saxatilis (Bechstein, 1805) – Des dels Alps fins a l'oest de Bòsnia.
- A. g. graeca (Meisner, 1804) - Des de Grècia fins a Bulgària i Bòsnia, i també als Apenins.
- A. g. orlandoi (Priolo, 1984) - Itàlia.
- A. g. whitakeri (Schiebel, 1934) – Únicament a Sicília.

Es coneix una cronoespècie a partir de fòssils: l'A. g. martelensis.
La subespècie proposada dels Apenins, A. g. orlandoi (Priolo, 1984), té una validesa dubtosa. Normalment, s'inclou a saxatilis, però aparentment deriva principalment de A. g. graeca. Aquesta probablement va creuar l'Adriàtic a través d'un pont terrestre durant l'última glaciació, per acabar aïllar-da per l'augment del nivell del mar a principis de l'Holocè fa aproximadament 12.000-10.000 anys, i els ocells alpins contribueixen molt menys a la població dels Apenins (Randi 2006).
Els ocells dels apenins no són reconeixibles de manera consistent per la morfologia externa i només es diferencien lleugerament per la relació del bucle de desplaçament de l'ADNmt i la genotipificació de microsatèl·lits. Com que, tanmateix, constitueixen una subpoblació discreta que evoluciona cap a l'estatus de subespècie, es podria argumentar que el nombre d'individus que hi viuen mereix un seguiment (Randi 2006).